# Cylindrarctus fluvialis
Cylindrarctus fluvialis är en skalbaggsart som beskrevs av Chandler 1988. Cylindrarctus fluvialis ingår i släktet Cylindrarctus och familjen kortvingar. Inga underarter finns listade i Catalogue of Life.